# جائزة ألمانيا الكبرى 2003
جائزة ألمانيا الكبرى 2003 (بالإنجليزية: 2003 German Grand Prix)‏ هو سباق فورمولا 1 أقيم بتاريخ 3 أغسطس 2003 في حلبة هوكنهايم، ألمانيا. كان الثاني عشر من أصل 16 في بطولة العالم لسباقات الفورمولا واحد موسم 2003. حلّ الكولومبي خوان بابلو مونتويا أولا بينما جاء البريطاني ديفيد كولتهارد في المركز الثاني وحصل على المركز الثالث الإيطالي يارنو ترولي.